# Ayahuasca (singolo)
Ayahuasca è un singolo del rapper italiano Simba La Rue, pubblicato il 3 gennaio 2025.

## Descrizione
Il brano ha visto la partecipazione del rapper italiano Tony Boy.

## Tracce
Testi di Mohamed Lamine Saida, Antonio Hueber, musiche di Federico Trinx.
1. Ayahuasca (feat. Tony Boy) – 3:08

## Classifiche
| Classifica (2025) | Posizione massima |
| ----------------- | ----------------- |
| Italia            | 1                 |